# Мерсфелд
Мерсфелд е община в район Донерсберг, в провинция Райнланд-Пфалц, Германия.

## История
Първите заселници на територията, на която сега Мерсфелд първоначално са се установили в края на 9 век. Предполага се, че името на града идва от името на поселенца Моро, като тогава името е било написано като „Morßfelt.“ На около 1 км от града се намира Daimbacherhof; където през 13 век е основан Систерциански манастир. През 1525 година, по време на Селската война града, както и манастира са напълно разрушени. До началото на 19 век в Daimbacherhof активно е извличан живак от близките мини. Неговото производство е било временно преустановено по време на тридесетгодишната война. Мерсфилд е напълно опустошен по време на войните от 1792 до 1801 г.